# Prieuré Saint-Rémi de Haschbach am Remigiusberg
Le prieuré Saint-Rémi est un ancien prieuré bénédictin de l'abbaye Saint-Remi de Reims, à Haschbach am Remigiusberg.

## Histoire
La zone autour de Kusel et Altenglan (Cosla et Gleni), appelée plus tard Remigiusland, appartient à l'archidiocèse de Reims au moins depuis le IXe siècle. L'exclave, qui appartient spirituellement au diocèse de Mayence, est donnée à l'abbaye Saint-Remi de Reims en 952. Dans un certificat du roi allemand Othon de la même année, l'abbaye Saint-Remi est confirmée comme propriétaire du Remigiusland et d'une abbaye à Kusel.
La prieuré Saint-Rémi sur le Remigiusberg est fondé vers 1127 par des moines de Reims. La plus ancienne mention documentaire est le document de confirmation de la création du 8 octobre 1127 par l'archevêque de Mayence Adalbert. Ce document contient les informations selon lesquelles les moines bénédictins ont acheté et démoli un château qui y existait auparavant et qui avait été construit illégalement, et ont érigé les bâtiments du monastère à sa place. Le document est attesté entre autres par Gerlach, le fondateur du comté de Veldenz. Les comtes de Veldenz et leurs successeurs exercent les droits de bailliage sur le Remigiusland et le prieuré depuis ce temps.
Le château démoli était un précurseur du dernier Michelsburg, construit vers 1260 à proximité immédiate du territoire du prieuré par le comte Henri II de de Deux-Ponts. La raison est la dispute avec les Wildgrafen au sujet de l'héritage de Veldenz, et contrairement à la promesse originale, le château n'est pas démoli après la fin du conflit, mais agrandi. Le prévôt local Johann von Veldenz est promu abbé de l'abbaye Saint-Pierre-et-Saint-Paul de Wissembourg en Alsace en 1402.
Après l'introduction de la Réforme dans le Palatinat-Deux-Ponts, le prieuré est dissous en 1526. En 1552, le Remigiusland avec le prieuré abandonné est vendu au comte Georges-Jean de Palatinat-Veldenz pour 8 000 florins, l'église du prieuré devient le lieu de sépulture des comtes.
Parmi les anciens bâtiments du monastère, il ne reste que l'église. Elle sert d'église à la paroisse catholique de Remigiusberg. Dans l'ancien presbytère, construit sur le terrain du prieuré en 1842, il y a maintenant une auberge. Dans l'église se trouve la dalle funéraire du comte Frédéric Ier de Veldenz (de) (mort en 1327), qui est enterré ici.